# Língua aragonesa
O aragonês (aragonés) é uma língua românica falada na Península Ibérica por mais de dez mil pessoas nos vales do rio Aragão, e nas comarcas de Sobrarbe e Ribagorza, na província de Huesca, em Aragão, em Espanha. É conhecido coloquialmente por fabla (literalmente, "fala"). É a única língua moderna que sobreviveu do navarro-aragonês medieval em uma forma distintamente diferente do espanhol.

## História
O aragonês nasceu por volta do século VIII como um dos muitos dialetos do latim desenvolvidos nos Pirenéus sobre um forte substrato de tipo basco. O reino de Aragão (formado pelos condados de Aragão, Sobrarbe e Ribagorza) expandiu-se progressivamente das montanhas para o sul, empurrando os mouros mais para o sul e aumentando a área de uso da língua aragonesa.
A união do Reino de Aragão sob o mesmo rei significou a união de territórios linguisticamente heterogéneos, com o catalão falado na região oriental e o aragonês na ocidental. As duas línguas estenderam-se para os novos territórios conquistados aos mouros: as Ilhas Baleares e o novo reino de Valência. A reconquista aragonesa para o sul terminou no reino de Múrcia, que foi cedido por Jaime I de Aragão, o conquistador, ao Reino de Castela, como dote duma princesa aragonesa.
A expansão do castelhano (ou espanhol), como uma das línguas dominantes da Península, junto com o fato do aragonês ter sido escudo protetor do catalão ante o castelhano, significou a recessão do aragonês.

Mapa cronológico mostrando o desenvolvimento das línguas do sudoeste da Europa entre as quais o aragonês.

Um dos momentos chaves na história do aragonês foi quando um rei de origem castelhana foi coroado no século XV: Fernando I de Aragão, (também conhecido como Fernando de Antequera).
A união de Aragão e Castela e a progressiva suspensão de toda a capacidade de autogoverno no século XVIII significou a redução do aragonês, que ainda se falava extensamente num emprego rural e coloquial, quando a nobreza elegeu o espanhol como símbolo de poder. A supressão do aragonês foi mais intensa durante o regime do ditador Francisco Franco no século XX. Os professores castigavam os alunos por empregarem o aragonês e a legislação proibiu que no ensino fosse usada qualquer outra língua que não fosse o castelhano.
A transição espanhola em 1978 significou um incremento no número de trabalhos literários e estudos na língua aragonesa. Todavia, este renascimento pode ser tarde demais para a sobrevivência desta língua.

## Situação atual
O aragonês é ainda falado como língua materna no seu núcleo original, as montanhas aragonesas dos Pirenéus, nos locais do Velho Aragão, Somontano, Sobrarbe e Ribagorça.
As cidades principais onde ainda se podem achar falantes patrimoniais do aragonês são: Huesca, Barbastro, Saragoça, Ejea, e Teruel. Segundo alguns questionários de princípios da década de 1980, o número total de falantes não supera os 30.000, fazendo que o aragonês seja uma das línguas europeias com maior perigo de extinção.
Desde a década de 1970, publica-se mais do que nunca literatura em aragonês, com alguma cinquentena de autores.

## Peculiaridades linguísticas
Alguns rasgos históricos do aragonês são:
- 'O's e 'E's abertos românicos resultam sistematicamente nos ditongos [we], [je], e.g. VET'LA > biella (Por. velha, Esp. vieja, Cat. vella)
- Perda do E final não tônico e.g. GRANDE > gran (Por. grande, Esp. grande)
- Preserva o F- românico inicial, e.g. FILIU > fillo (Por. filho, Esp. hijo, Cat. fill)
- A aproximante palatal românica (GE-, GI-, I-) evolui para a africada palatal surda ch [tʃ], e.g. IUVEN > choben (Por. jovem, Esp. joven), GELARE > chelar (Por. gelar, Esp. helar, Cat. gelar)
- Como em occitano os grupos cultos romances -ULT-, -CT- evoluem para [jt], e.g. FACTU > feito (Por. feito, Esp. hecho, Cat. fet)
- Os grupos românicos -X-, -PS-, SCj- evoluem para ix [ʃ ou jʃ], v.g. COXU > coixo (Por. coxo, Esp. cojo, Cat. coix)
- Os grupos românicos -Lj-, -C'L-, -T'L- evoluem para lateral palatal ll [λ], e.g. MULIERE > muller (Por. mulher, Esp. mujer, Cat. muller), ACUT'LA > agulla (Por. agulha, Esp. aguja, Cat. agulla)
- O -B- latino se mantém no imperfeito de indicativo das conjugações 2ª e 3ª: teneba (Por. tinha, Esp. tenía, Cat. tenia)

## Expressões básicas
- Buen día – Bom-dia;
- Buena tarde – Boa-tarde;
- Buena nueit – Boa-noite;
- Gracias – Obrigado;
- Au! Fez bien! – Adeus;
- Per favor / Por favor – Por favor;
- Bienveniu – Bem-vindo;
- No entiendo – Não entendo;
- Lunes – Segunda-feira;
- Martes – Terça-feira;
- Miércols – Quarta-feira;
- Chueves – Quinta-feira;
- Viernes – Sexta-feira;
- Sabado – Sábado;
- Domingo – Domingo.